# Michael Jäger (Schauspieler)

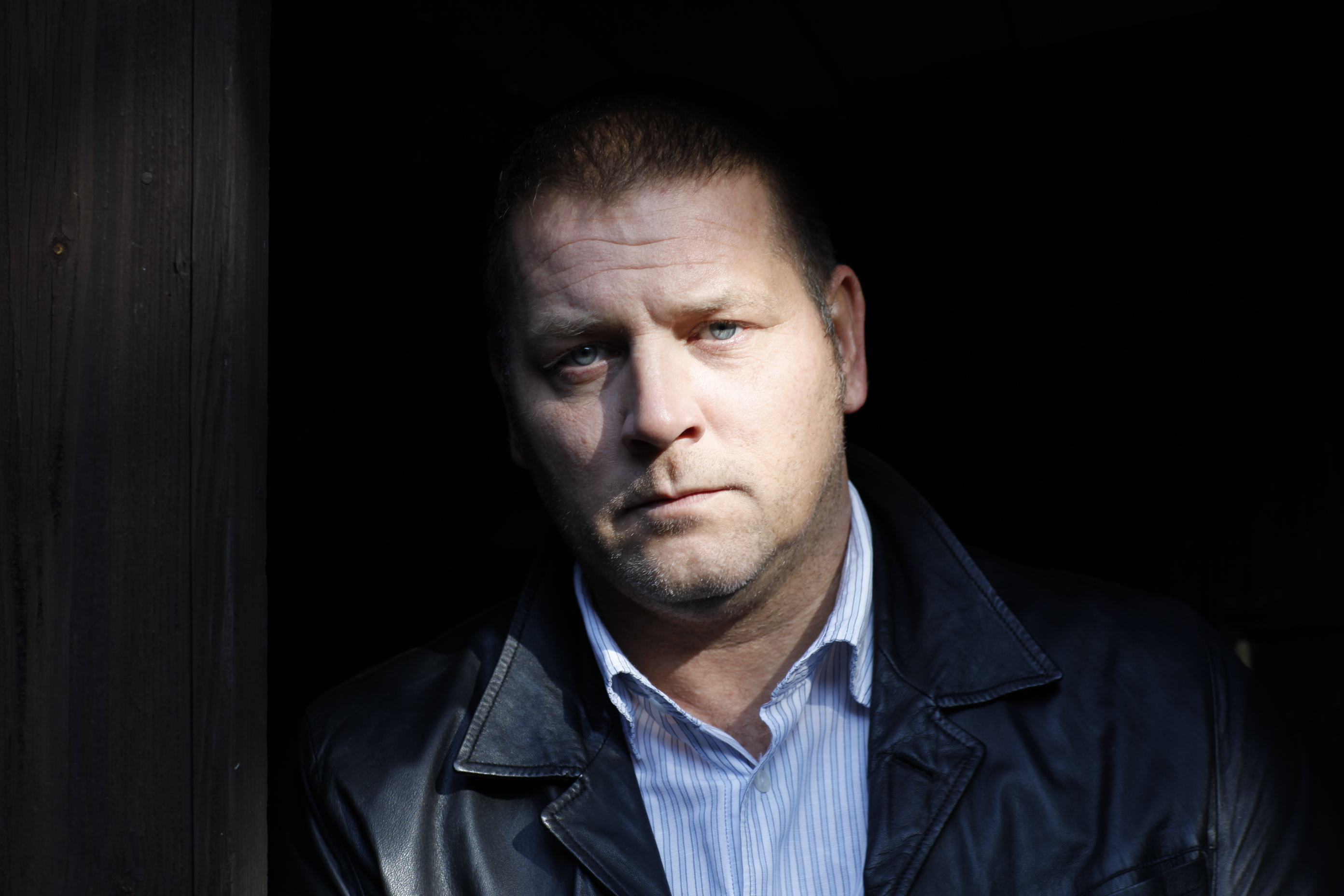
Michael Jäger (2009)

Michael Jäger (* 23. August 1966 in Weinheim) ist ein deutscher Schauspieler.

## Leben
Michael Jäger kam im Alter von vier Jahren in ein Waisenhaus. Später wuchs er, nachdem er von einer Familie adoptiert worden war, in Kaiserslautern auf. Nach eigenen Aussagen und nach den Angaben in seiner Autobiografie wurde er als Kind und Jugendlicher missbraucht, erpresst und zur Prostitution gezwungen. Vor seiner Karriere als Schauspieler war Jäger in der Hooligan-Szene des 1. FC Kaiserslautern aktiv. Zudem verkehrte er in der rechtsextremen Szene und war zeitweise Vorsitzender des Kreisverbands Kaiserslautern der Jungen Nationaldemokraten. Der Ausstieg aus der Szene gelang ihm durch ein Theaterprojekt von Walter Weyers, der damals Chefdramaturg am Pfalztheater in Kaiserslautern war.

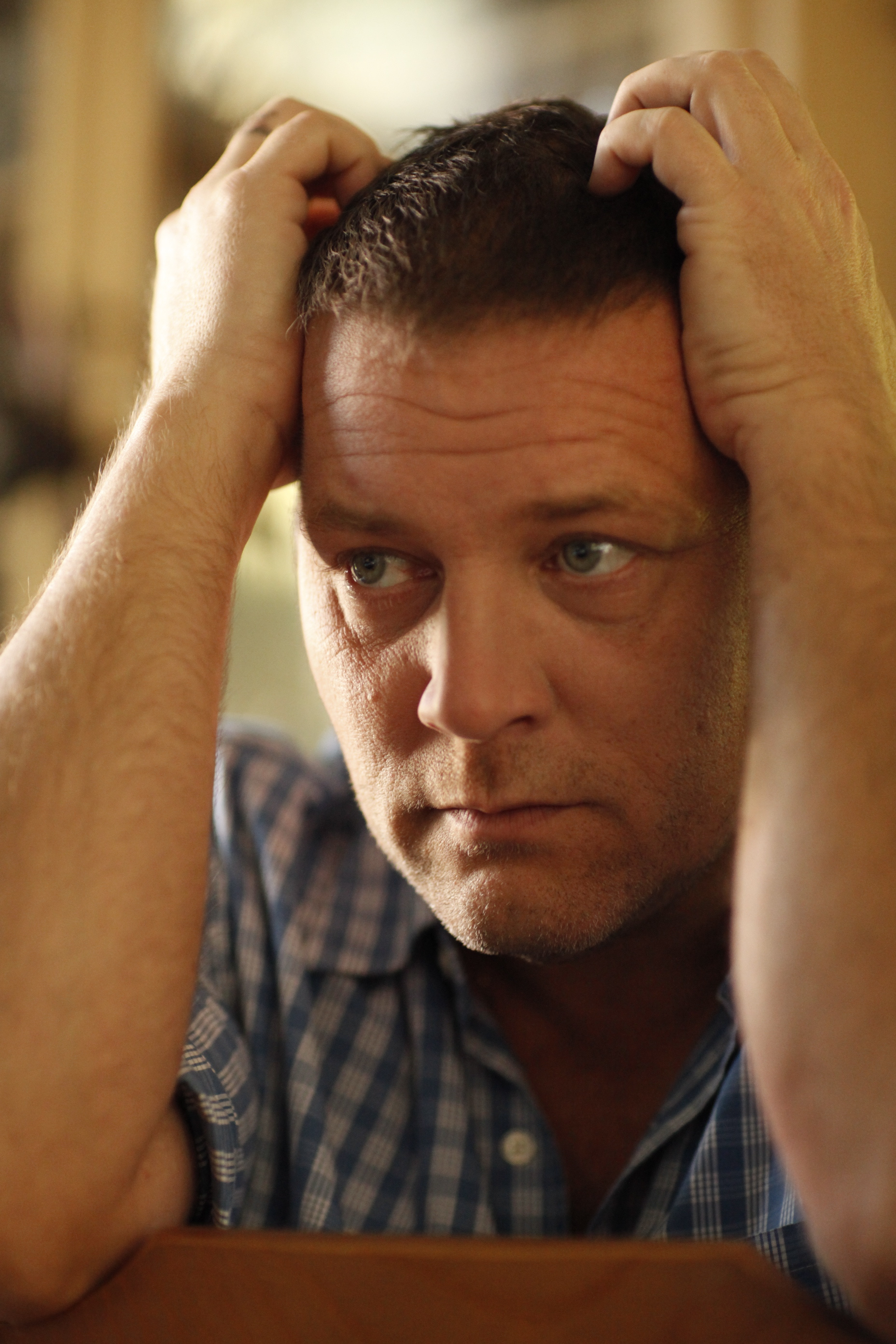
Michael Jäger (2009)

Jäger ging nach München, wo er von 1989 bis 1992 die Schauspielschule Zinner Studio absolvierte. 1991 wirkte er das erste Mal in der Fernsehserie SOKO 5113 mit, 2004 und 2005 beteiligte er sich erneut an der Serie. Nach Abschluss seiner schauspielerischen Ausbildung spielte er hauptsächlich Episoden-Hauptrollen in Fernsehserien, wie in Forsthaus Falkenau (1995), Die Strandclique (1999) und Für alle Fälle Stefanie (2003). Bekannt wurde er durch seine Rolle des Lehrers Matthias Kruse in der täglichen ARD-Seifenoper Marienhof, in der er von 1995 bis 2005 sowie 2005/2006 und zuletzt 2007 zu sehen war.
Im Theater spielte er in Schule mit Clowns (1991), Versuchen wir’s mal mit Liebe (1995) und Black Comedy (2009). Seit 2005 übernahm er Rollen in verschiedenen Kurzfilmen von Filmabsolventen, unter anderem in dem preisgekrönten Kurzfilm Bazar, der mit dem BMW-Award ausgezeichnet wurde. Ende der 2000er-Jahre verarbeitete der Grimme-Preisträger Aljoscha Pause Jägers Schicksal und drehte den Dokumentarfilm Die Michael Jäger Story – Vom Hooligan zum Serienstar, der 2008 im damaligen Fernsehsender DSF (heute Sport1) gezeigt wurde.
Als der Hessische Rundfunk (HR) im September 2009 bekanntgab, dass ein neuer „Ermittler“ für den Frankfurter Tatort gesucht werde, wählte Jäger für seine Bewerbung um den „Traumjob“ den Weg über das Internet und rekrutierte fortan Unterstützer bei sozialen Netzwerken im Web wie Twitter oder Facebook. Während der HR darauf nicht reagierte, fand seine öffentliche Kampagne „Bewerbung 2.0“ einiges Interesse bei Boulevardzeitungen und der Tagespresse. Dank der Bewerbung bekam Jäger vom SWR eine zweitägige Episodenrolle als Kommissar im Konstanzer Tatort Das schwarze Haus angeboten. Die Folge wurde 2011 ausgestrahlt.
Michael Jäger war verheiratet und hat mit seiner geschiedenen Ehefrau drei Kinder. Er lebt in München. Dort war er auch als Gastronom tätig.
Aktuell betreibt er einen Youtube-Kanal namens Zorneding.TV, wo er auch seit 2017 wohnt.
Seit September 2017 arbeitet er ehrenamtlich als Stadionsprecher beim örtlichen TSV Zorneding 1920 e. V.
Seit Januar 2018 ist er ehrenamtlicher Vorstand des Fußballfördervereins des TSV Zorneding 1920 e. V.

## Filmografie (Auswahl)
- 1991–2007: SOKO 5113 (Fernsehserie, vier Folgen)
- 1995–2005, 2005–2006, 2007: Marienhof (Fernsehserie)
- 1995: Forsthaus Falkenau (Fernsehserie)
- 1999: Küstenwache (Fernsehserie)
- 1999: Die Strandclique (Fernsehserie)
- 1999: Ina und Leo (Fernsehserie)
- 2002: Trenck – Zwei Herzen zur Krone (Fernsehserie) (Zweiteiler)
- 2003: Für alle Fälle Stefanie (Fernsehserie)
- 2004: Point of View (Kurzfilm)
- 2005: MTV Made
- 2005: Bazar (Kurzfilm) (Gewinnerfilm des BMW-Award)
- 2005: Der letzte Fall (Fernsehserie)
- 2005: In aller Freundschaft (Fernsehserie)
- 2006: Unsere zehn Gebote (Fernsehserie) (Gewinner des Erich-Kästner-Fernseh-Preises)
- 2006: Sturm der Liebe (Fernsehserie)
- 2006: Eine Liebe am Gardasee (Fernsehserie)
- 2006: SOKO Wien/Donau (Fernsehserie)
- 2007: Volle Kanne (Fernsehserie)
- 2007: Alles außer Sex (Fernsehserie)
- 2007: Die Praxis des Grauens (Kurzfilm)
- 2008: Das perfekte Promi-Dinner
- 2009: Die Rosenheim-Cops (Fernsehserie)
- 2010: Tatort – Das schwarze Haus
- 2011: Schlusspunkt
- 2012: Am Ende des Weges
- 2013: Der blinde Fleck
- 2016: Der Bergdoktor – Der schlimmste Schmerz
- 2016: Aktenzeichen XY ... ungelöst

## Autobiografie
- Michael Jäger: Es ist viel passiert! Biographisches. 1. Aufl., Gryphon-Verlag, München 2007, ISBN 978-3-937800-83-7. (Verlagsinformationen (Memento vom 22. August 2007 im Internet Archive))

## Filme
- Die Michael Jäger Story – Vom Hooligan zum Serienstar. Dokumentarfilm, Regie: Aljoscha Pause, DSF 2008